# Fjällsyror
Fjällsyror (Oxyria) är ett växtsläkte i familjen slideväxter med tre arter i arktiska och alpina områden i Europa, östra Asien och Nordamerika.